# نادي شكينديا
نادي شكينديا هو نادي كرة قدم متمركز في تيتوفو، جمهورية مقدونيا. ملعبه البيتي هو إيكولوغ أرينا ويلعب حاليًا في الدوري المقدوني الأول لكرة القدم. في موسم 2010–11 من الدوري المقدوني الأول لكرة القدم فاز بأول بطولة كبرى له.

## وصلات خارجية
- Official Website (بالألبانية)
- نادي شكينديا  على فيسبوك.